# Дуарте, Палома
Палома Дуа́рте (порт. Paloma Duarte, род. 21 мая 1977, Сан-Паулу) — бразильская актриса.

## Биография
Родилась в Сан-Паулу в артистической семье. Отец — композитор, певец, актёр Антониу Маркуш, мать — актриса Дебора Дуарте, дед — актёр Лима Дуарте.

## Личная жизнь
1. муж — певец Ренато Луи, дочь Мария Луиза
2. муж — актёр Маркос Винтер (до 2002), дочь Ана Клара (1997).

В течение пяти лет Дуарте жила гражданским браком с композитором Освалду Монтенегру, они разошлись в январе 2009 года.
Третий муж — Бруно Феррари, от которого 22 апреля 2016 года родила сына Антонио.

## Фильмография
Палома Дуарте снялась в нескольких телевизионных сериалах и фильмах производства телекомпании «Globo», некоторые из которых демонстрировались в России:
- 1994 — Тропиканка (Tropicaliente) — Аманда
- 1996 — Конец света (O fim do mundo) — Летисия
- 1996 — Мой ангел (Anjo de Mim) — Мария Эльвира
- 1998 — Неукротимая Хильда (Hilda Furacão) — Леонор
- 1998 — Шальные деньги (Pecado Capital) — Вилма
- 1999 — Земля любви (Terra Nostra) — Анжелика
- 2001 — Наследство (A Partilha) — Лаура
- 2001 — Берег мечты (Porto dos Milagres) — Дулсе
- 2003 — Женщины в любви (Mulheres Apaixonadas) — Марина
- 2003 — Бог — бразилец (Deus É Brasileiro) — Мада
- 2004 — Талисман (Começar de Novo) — Кармен
- 2006 — Бразильский гражданин (Cidadão Brasileiro) — Луиза
- 2007 — Солнечный свет (Luz do Sol) — Вероника
- 2012 — Маски (телесериал) (Máscaras) — ?